# Кристиан Новак
Кристијан Новак (Баден-Баден, 14. мај 1979) је хрватски научник и писац.

## Биографија
Новак је рођен у Баден-Бадену 14. маја 1979. године, у тадашњој СР Немачкој. Детињство је провео у Св. Мартину на Мури где је завршио и основну школи. Гимназију је похађао у Чаковцу, дипломирао кроатистику и германистику, а докторирао на постдипломским студијама лингвистике на Филозофском факултету у Загребу. Шест година је радио као асистент на Одсеку за германистику истог факултета, а 2012. године прелази на Одсек за кроатистику Филозофског факултета у Ријеци, где данас предаје као доцент. Бави се истраживањима на подручју историјске социолингивистике, анализе дискурса и језичке биографистике.
Током дипломског и посдпломског студија (1998 – 2009) био је категоризовани спортиста Хрватског олимпијског комитета и стандардни репрезентативац Републике Хрватске у каратеу те освајач низа светских и европских медаља у појединачној и екипној конкуренцији.
Дугогодишњи је члан уредништва научног часописа "Сувремена лингвистика", а од 2012. године обавља дужност техничког уредника.
Године 2005. објавио је роман "Објешени", 2013. године роман "Чрна мати земља", а 2016. године роман "Циганин, али најлепши".